# Jedle (Libusza)
Jedle – część wsi Libusza w Polsce, położona w województwie małopolskim, w powiecie gorlickim, w gminie Biecz. Wchodzi w skład sołectwa Libusza.
W latach 1975–1998 Jedle należało administracyjnie do województwa krośnieńskiego.
Wierni kościoła rzymskokatolickiego należą do parafii  Narodzenia Najświętszej Marii Panny w Libuszy.